# ハンス・ランダ
ハンス・ランダ大佐（Colonel Hans Landa）は、2009年のクエンティン・タランティーノ監督の映画『イングロリアス・バスターズ』に登場する架空の人物で、同作品の重要な悪役のナチス・ドイツの親衛隊将校である。クリストフ・ヴァルツが演じた。

## 人物
国家社会主義ドイツ労働者党（ナチ党）の親衛隊大佐。所属は示されていないが、制服の左袖にSD徽章を着用していることから、国家保安本部（RSHA）の所属であることが分かる。
残忍で冷酷な性格に知性を兼ね揃えた人物で、観察眼や洞察力・推理力に優れており、フランスに隠れるユダヤ人を発見する能力が長けていることから「ユダヤ・ハンター」と呼ばれている。マルチリンガルで、母国語であるドイツ語の他、熟練度にバラ付きはあるものの、作中では英語、フランス語、イタリア語を流暢に操った。微笑みを浮かべ、ユーモアを交えた友好的な態度や物腰で人に接するが、その実、有無を言わせぬ威圧感を持つ。
フランスではユダヤ人狩りの任務に就いており、酪農家の家に匿われていたショシャナ（メラニー・ロラン）の家族を発見して殺害した。また、宣伝相ゲッベルスの信頼も厚く、彼の映画のプレミア上映会の警備を任されていた。一方で親衛隊員で多くの功績を挙げているにもかかわらずナチスのイデオロギーには盲従していない野心家でもあり、映画終盤でチャンスが回ってくると、抜け目なく自身の優位性を保ちつつ連合国側に寝返り、バスターズによるヒトラーやゲッベルスの暗殺に協力した。
しかし最後には米軍上層部の命令を無視したバスターズ隊長アルド・レイン中尉（ブラッド・ピット）により額にハーケンクロイツをナイフで刻みつけられた。

## キャラクター創造
クエンティン・タランティーノは、自分が今までに描いた中で最高のキャラクターかもしれないと述べた。タランティーノは元々、ハンス役にはレオナルド・ディカプリオを希望していたが、後にドイツ人の俳優に演じさせると決め、そして最終的にオーストリア出身のクリストフ・ヴァルツに決まった。

## 評価
ランダを演じたクリストフ・ヴァルツは2009年のカンヌ国際映画祭で男優賞を受賞した。2010年1月にはゴールデングローブ賞助演男優賞と全米映画俳優組合賞助演男優賞を受賞した。2月2日には第82回アカデミー賞助演男優賞にノミネートされ、3月7日に受賞した。他に、2月21日に行われた英国アカデミー賞助演男優賞を受賞した。

## 考察
ハンス・ランダは、いくつかのフィクション作品の人物と比較されている。例えば「並はずれた狡猾さ」と「ヨーロッパ的感覚」は、『ジェームズ・ボンド』映画に登場する悪役と比較された。また、ランダがユダヤ人や裏切り者を捜す洞察力・推理力はシャーロック・ホームズ、周囲の頭の悪い人間を見下す態度は『ダイ・ハード』のハンス・グルーバーと比べられた。
ランダを演じたクリストフ・ヴァルツは、ランダについて「ランダ大佐は善悪を超えたポストモダン的な悪役だね」と評した。